# Michel de Cubières
Pour les articles homonymes, voir Cubières.
Barbier Michel Cubières de Palmeseaux, né à Roquemaure dans le Gard le 27 septembre 1752 et mort à Paris le 18 août 1820, est un homme de lettres, poète et auteur dramatique français. Se faisant appeler tour à tour le chevalier de Cubières, Dorat-Cubières, citoyen Cubières, Michel de Cubières-Palmézeaux, entre la fin de l'Ancien Régime et la Restauration, il est resté dans l'histoire littéraire comme un emblème de la girouette politique et du poète frivole.

## Biographie
Frère cadet de Louis Pierre, page de Louis XV et écuyer de Louis XVI, Michel de Cubières, que l'on destine à l'état ecclésiastique, est envoyé au séminaire à Orange, à Nîmes et à Paris. Exclu de Saint-Sulpice pour mauvaise conduite, il sollicite le patronage du poète-mousquetaire Claude Joseph Dorat, qui lui conseille de troquer son habit noir contre un autre de taffetas à lames roses, de rechercher les faveurs des femmes de condition, et surtout de relire Les Tourtourelles de Zulims, dont l'auteur n'est autre que lui-même. Michel de Cubières suit ses conseils à la lettre. Devenu écuyer de la comtesse d'Artois, il ne tarde pas à faire de la protectrice et amante de Dorat, Fanny de Beauharnais, sa maîtresse attitrée. Il inonde le public de petits vers galants, douceureux et fadement spirituels à la gloire des Iris et des Chloé qui peuplent les pages de l’Almanach des Muses. À la mort de Dorat, en 1780, il prend en son hommage le nom de Dorat-Cubières.
Quand vient la Révolution, il chante la prise de la Bastille et la Déclaration des droits de l'homme et du citoyen ; devenu secrétaire de la Commune de Paris, il met en vers le calendrier républicain et pleure la mort de Marat et de Lepeletier. Lors du coup d'État du 18 brumaire, il célèbre cet événement dans son poème Trasybule et entonne les louanges du vainqueur de Marengo. Enfin, à la Restauration, il remercie Barruel-Beauvert, à qui il avait sauvé la vie sous la Terreur, de lui avoir fait accorder la décoration du Lys, « ce signe révéré de tout le genre humain ».
Sans conviction en politique comme en littérature, doué d'une grande facilité mais prolifique à l'excès, Michel de Cubières s'essaya dans tous les genres, sans parvenir à percer dans aucun. Il collabora au Mercure de France, au Journal encyclopédique et à la Décade philosophique. Il fit paraître, entre 1776 et 1806, une vingtaine de pièces de théâtre : comédies, opéras, tragédies, drames burlesques. Celles qui furent jouées furent sifflées; celles qui ne le furent pas furent réprouvées par la critique. En matière de poésie, le disciple de Dorat fut qualifié par Rivarol de « ciron en délire qui veut imiter la fourmi ». C'était, écrit Alfred Marquiset, un « madrigalier », « ou arbre à madrigaux », qu'il suffisait de « toucher pour faire tomber un distique ou un quatrain ».

## Choix de publications

### Essais moraux
- Lettre d'un solitaire de Chalcide à une dame romaine, suivie de pièces fugitives, 1773
- Les Hochets de ma jeunesse, 1780
- L'École des filles, histoire morale, 1784 Texte en ligne
- Les États-Généraux de Cythère, imitation très libre de l'italien du comte Algarotti, 1789 Texte en ligne
- Histoire des compagnes de Maria, ou Épisodes de la vie d'une jolie femme, 1811

### Critique littéraire
Histoire de la littérature
- Lettre à M. le Mis de Ximenès, sur l'influence de Boileau en littérature, 1787 Texte en ligne
- Poésies philosophiques et descriptives des auteurs qui se sont distingués dans le dix-huitième siècle, 3 vol., 1792
- Le Progrès des arts dans la République, poème, 1796
- Le Défenseur de la philosophie, ou Réponse à quelques satires dirigées contre la fin du XVIIIe siècle, 1799 Texte en ligne
- Boileau jugé par ses amis et par ses ennemis, ou le Pour et le Contre sur Boileau, 1802
- Recueil des pièces intéressantes sur les arts, les sciences et la littérature, ouvrage posthume de Sylvain Bailly, précédé de la vie littéraire et politique de cet homme illustre, 1810

Didactique
- L'Art du quatrain, essai didactique en IV chants, suivi d'un grand nombre de quatrains sur les monuments français d'architecture, de peinture, de sculpture, de gravure, etc. ; d'un poème sur le progrès des arts et de quelques distiques, 1812
- Essai sur l’art poétique en général, et en particulier sur la versification française, Paris, 1812[1]

Écrits sur d'autres auteurs
- Éloge de Voltaire, composé par Voltaire lui-même, 1780 Texte en ligne
- Éloge de Claude Joseph Dorat, suivi de poésies qui lui sont relatives, d'une apologie de Colardeau, d'un dialogue intitulé Gilbert et une Furie, de la Vengeance de Pluton, et de quelques pièces détachées, 1782
- Fontenelle jugé par ses pairs, ou Éloge de Fontenelle, en forme de dialogue entre trois académiciens, des Académies française, des sciences et des belles-lettres, 1783
- Jenner, ou Le triomphe de la vaccine, 1811 Texte en ligne
- Les Rivaux au cardinalat, ou la Mort de l'abbé Mauri, poème héroï-comique en trois chants, 1792 Texte en ligne
- Les Petits-Saints, ou Épître à Chénier, pour servir de supplément aux Nouveaux Saints, 1800 Texte en ligne
- Chamousset, ou la Poste aux lettres, poème en 4 chants, précédé d'une dissertation historique sur l'origine, l'usage et l'utilité des postes, 1816.
- notice sur la vie et les ouvrages de Restif de la Bretonne[8]

### Écrits politiques
Essais politiques
- Voyage à la Bastille, fait le 16 juillet 1789, et adressé à Mme de G., à Bagnols, en Languedoc, 1789 Texte en ligne
- Les États-Généraux du Parnasse, de l'Europe, de l'Église et de Cythère, ou les Quatre Poèmes politiques, lus au Lycée du Palais-Royal et suivis de plusieurs autres poèmes, 1791 Texte en ligne
- Observations à MM. les auteurs de la Chronique de Paris sur l'état actuel de la Savoye, relativement à la Révolution de France, 1791 Texte en ligne

Poésie révolutionnaire
- Le Calendrier républicain, poème en deux chants, suivi de trente-six hymnes civiques pour les trente-six décades de l'année, 1793 Texte en ligne
- Nouveau chansonnier patriote, ou Recueil de chansons, vaudevilles, et pots-pourris patriotiques, par différents auteurs, dédié aux martyrs de la Révolution, avec leurs portraits, précédé de leurs Éloges, 1793 Texte en ligne
- Poème à la gloire de Marat, 1793 Texte en ligne
- La Mort de Basseville, ou la Conspiration de Pie VI dévoilée, 1793

Poésie napoléonienne
- La Paix avec l'Empereur, ou le Traité de Lunéville, poème, suivi d'une Épître à Virgile sur la bataille de Marengo, 1800 Texte en ligne
- La Bataille d'Austerlitz, poème, 1806

### Théâtre
Comédies
- La Manie des drames sombres, comédie en 3 actes, en vers, Fontainebleau, 29 octobre 1776 Texte en ligne
- Galathée, comédie en 1 acte et en vers libres, Versailles, Théâtre de la Cour, 21 septembre 1777
- La Vengeance de Pluton, ou Suite des Muses rivales, en un acte, en vers et en prose, 1779 Texte en ligne
- La Jeune Épouse, comédie en 3 actes, en vers, Paris, Théâtre-Français, 4 juillet 1788
- La Double épreuve, ou la Boiteuse et la Borgne, comédie en 3 actes en prose, Paris, Théâtre des Variétés du Palais-Royal, 1788
- L'Homme d'État imaginaire, comédie en 5 actes en vers, 1789
- La Diligence de Lyon, comédie en 3 actes et en prose, Paris, Théâtre des Jeunes Élèves, 5 août 1802
- Paméla mariée, ou le Triomphe des épouses, drame en 3 actes, en prose, avec Benoît Pelletier-Volméranges, d'après Carlo Goldoni, Paris, Théâtre de la Porte-Saint-Martin, 30 mars 1804
- Nathan le Sage, ou le Juif philosophe, comédie héroïque en 3 actes, en prose, ornée de ballets et de spectacles, 1805
- L'Amour platonique, ou le Nez postiche, comédie en un acte et en prose, 1806
- Le Faux misanthrope, ou le Sous-lieutenant, comédie en 3 actes et en prose, imitée de l'allemand de Friedrich Ludwig Schröder, 1806
- L'Épreuve singulière ou la Jambe de bois, comédie en trois actes en prose, s. d.

Drames historiques
- Les Deux Centenaires de Corneille, pièces en un acte et en vers, 1785 Texte en ligne
- La Mort de Molière, pièce historique en 4 actes en vers et à spectacle, Paris, Comédie-Française, 31 janvier 1788
- La Baronne de Chantal, fondatrice de l'ordre de la Visitation, drame historique en 3 actes et en vers, suivi d'une lettre de St Jérôme à une dame romaine, 1794 Texte en ligne
- La Marquise de Pompadour, ou Germon et Juliette, comédie en 3 actes en prose, Paris, Théâtre Molière, 1797
- Clavijo, ou la Jeunesse de Beaumarchais, drame en 3 actes et en prose, 1806
- Ninon de Lenclos et le Prisonnier masqué, drame en 3 actes et en prose, 1806

Tragédies
- Hippolyte, tragédie en 3 actes, imitée d'Euripide, Paris, Théâtre du Marais, 27 février 1797
- La Mort de Caton, tragédie en 5 actes, en vers, 1804
- Roméo et Juliette, tragédie lyrique en 3 actes, précédée d'un prologue, avec Pierre-Louis Moline, 1806

### Œuvres réunies
- Opuscules poétiques, 1784
- Théâtre moral, ou Pièces dramatiques nouvelles, 2 vol., 1786 Texte en ligne 2
- Œuvres choisies, 1793 Texte en ligne
- Œuvres dramatiques de C. Palmézeaux, ou Recueil des pièces de cet auteur qui ont été représentées sur différents théâtres, 4 vol.in 18 , 1810  Texte en ligne 1 2 3 4

## Pour approfondir